# Saeco (Radsportteam)

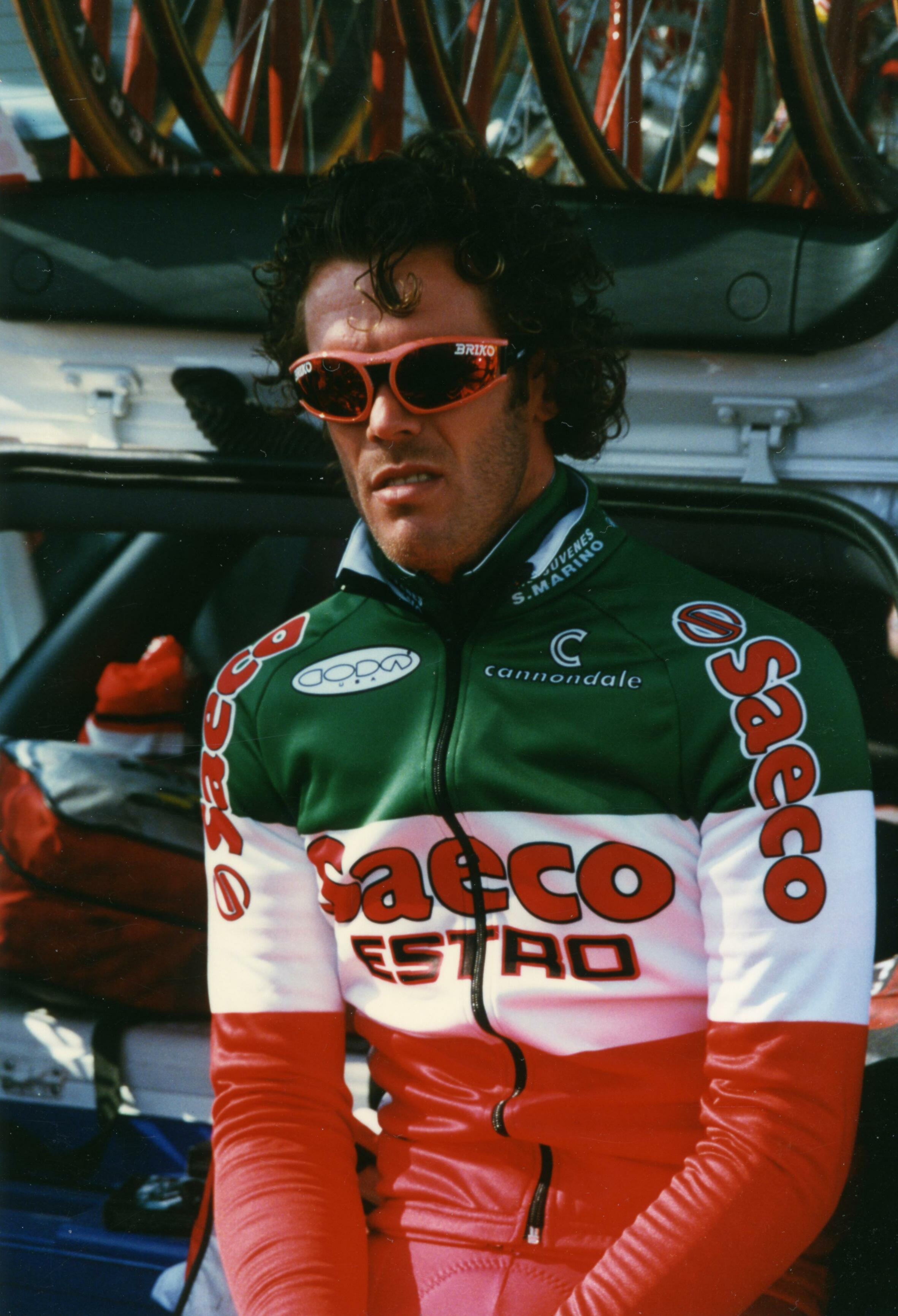
Mario Cipollini beim Paris-Nizza 1997

Saeco war das italienisch-san-marinesische Profi-Radsportteam des san-marinesischen Sportvereins AS Juvenes San Marino.

## Geschichte
Hauptsponsor der Mannschaft war ab 1990 der Eishersteller Gis Gelati und von 1992 bis 1995 die Verbrauchermarkt-Kette Mercatone Uno, die 1997 bis 2003 unter ihrem Namen ein anderes Team sponserte (→Mercatone Uno (Radsportteam)).
Seit 1996 nahm das Team unter dem Namen des neuen Hauptsponsors, dem Kaffeemaschinenhersteller Saeco, an allen wichtigen Radrennen teil. In dieser Zeit fuhren u. a. Radrennfahrer wie Salvatore Commesso, Mario Cipollini, Damiano Cunego, Danilo di Luca, Gilberto Simoni und der Deutsche Jörg Ludewig für diesen Rennstall. Eines der Markenzeichen des Teams waren die knallroten Trikots sowie die Cannondale-Räder. 
Zu den größten Erfolgen gehören zwei Gesamtsiege beim Giro d’Italia in den Jahren 2004 (Damiano Cunego) und 2003 (Gilberto Simoni) sowie die Sprintsiege von Mario Cipollini. Charakteristisch für die Sprintgestaltung um Cipollini war ein sogenannter Zug, bei dem sich die Anfahrer vor den Kapitän spannten und ihn mit hoher Geschwindigkeit in Zielnähe fuhren und ihm somit eine optimale Ausgangslage für den Massensprint garantierten und wegen der roten Teamtrikots als „treno rosso“ ("roter Zug") bekannt war.
Im Jahre 2005 wurde Saeco mit dem Team Lampre unter dem neuen Namen Lampre-Caffita fusioniert.

## Erfolge (Auszug)
1992
- eine Etappe Vuelta a España

1993
- drei Etappen und  Punktewertung Giro d’Italia

1994
- drei Etappen Katalonien-Rundfahrt
- zwei Etappen Paris–Nizza
- eine Etappe Tirreno–Adriatico

1995
- drei Etappen Katalonien-Rundfahrt
- zwei Etappen Tour de Romandie

1996
- Tirreno–Adriatico
- drei Etappen Tour de Romandie
- zwei Etappen Katalonien-Rundfahrt

1997
- zwei Etappen Tour de France
- Gesamtwertung  und eine Etappe Giro d’Italia
- drei Etappen Tour de Romandie

1998
- zwei Etappen Tour de France
- zwei Etappen Katalonien-Rundfahrt

1999
- fünf Etappen Tour de France
- fünf Etappen Giro d’Italia
- zwei Etappen Katalonien-Rundfahrt
- eine Etappe Tour de Romandie
- eine Etappe Tirreno–Adriatico

2000
- eine Etappe Tour de France
- eine Etappe Giro d’Italia
- eine Etappe Tour de Suisse
- Gesamtwertung und vier Etappen Tour de Romandie
- Meisterschaft von Zürich

2001
- vier Etappen Giro d’Italia
- Gesamtwertung und zwei Etappen Österreich-Rundfahrt
- drei Etappen Tour de Romandie
- eine Etappe Tirreno–Adriatico
- Mailand–Turin

2002
- eine Etappe Giro d’Italia
- eine Etappe Vuelta a España
- zwei Etappen Tirreno–Adriatico

2003
- eine Etappe Tour de France
- Gesamtwertung , drei Etappen und  Punktewertung Giro d’Italia
- eine Etappe Deutschland Tour
- eine Etappe Tirreno–Adriatico
- Mailand–Turin
- Wallonischer Pfeil

2004
- Gesamtwertung  und fünf Etappen Giro d’Italia
- Lombardei-Rundfahrt

## Bekannte Fahrer
- Igor Astarloa (2002–2003)
- Michele Bartoli (1992–1995)
- Francesco Casagrande (1992–1997)
- Mirko Celestino (2001–2004)
- Mario Cipollini (1994–2001)
- Damiano Cunego (2002–2004)
- Salvatore Commesso (1998–2004)
- Danilo Di Luca (2002–2004)
- Laurent Dufaux (1999–2001)
- Martin Elmiger (2000)
- Cadel Evans (1999, 2001)
- Gian Matteo Fagnini (1994–1999)
- Dario Frigo (1995–1999)
- Gerrit Glomser (2002–2004)
- Ivan Gotti (1997–1998)
- Massimiliano Lelli (1996–1997)
- Jörg Ludewig (2000–2004)
- Silvio Martinello (1992–1997)
- Eddy Mazzoleni (1995–1999, 2004)
- Mariano Piccoli (1992–1994)
- Leonardo Piepoli (1998)
- Michael Rich (1997–1998)
- Paolo Savoldelli (1998–2001)
- Gilberto Simoni (2002–2004)
- Adrie van der Poel (1993)